# George Carnegie, VI conte di Northesk

Earls of Northesk

Georgie Carnegie, VI conte di Northesk (2 agosto 1716 – 22 gennaio 1792), è stato un nobile e ammiraglio scozzese.

## Biografia
Nacque da David Carnegie, IV conte di Northesk e da lady Margaret Wemyss (1697-1722) il 2 agosto 1716.
Nel 1737 entrò nella Royal Navy.
Il 30 aprile 1748 sposò lady Anne Leslie, figlia di Alexander Leslie, VII conte di Leven e di Elizabeth Moneypenny, ed ebbe quattro figli:
- David Carnegie (5 maggio 1749 - 19 febbraio 1788), Lord Rosehill[3]
- lady Elizabeth Carnegie (3 aprile 1750 - 19 agosto 1793)[4]
- William Carnegie, ammiraglio e VII conte di Northesk (10 aprile 1756 - 28 maggio 1831)[5]
- George Carnegie, tenente colonnello (21 agosto 1773 - 1839)[6]

Nel 1778 fu promosso ammiraglio (Admiral of the White).
Morì il 22 gennaio 1792, all'età di 75 anni.